# ナターシャ・ベクヴァラツ
ナターシャ・ベクヴァラツ（セルビア語: Наташа Беквалац / Nataša Bekvalac、セルビア・クロアチア語発音: [nǎtaʃa bekʋǎːlats]、1980年9月25日 - ）は、セルビアの歌手、女優、モデルである
2001年に発売されたデビュー・アルバムの『Ne brini』は、その年のセルビアの最優秀アルバムにノミネートされた。アルバム発売後には初のツアーを行う。2003年のアルバム『Ništa lično』、2005年の『Stereo ljubav』でも商業的に成功を収め、同年にはそれまでに発表された曲から選ばれたベスト盤も発売された。
父親はサッカー選手・監督のドラゴリュブ・ベクヴァラツ（Dragoljub Bekvalac）で、いとこのイェレナ・ムルキッチも歌手である。
2006年7月26日に水球選手のダニロ・イコディノヴィッチ（Danilo Ikodinović）と結婚し、2007年3月17日に娘を出産した。2009年から2010年にかけてベクヴァラツがノバク・ジョコビッチと不倫関係にあるとの噂が流れたが、本人はこれを否定した。2011年2月2日、ベクヴァラツはイコディノヴィッチと離婚したことを明らかにした。

## アルバム
- Ne brini（2001年）
- Ništa lično（2003年）
- Stereo ljubav（2005年）
- Ljubav, vera, nada（2008年）
- Ne Valjam（2010年）